# Masaharu Ueda
Masaharu Ueda (* 1. Januar 1938 in Funabashi, Präfektur Chiba; † 16. Januar 2025 in Yokohama) war ein japanischer Kameramann.

## Leben
Masaharu Ueda begann seine Tätigkeit im Filmgeschäft als Kameraassistent Mitte der 1960er Jahre. Seit 1971 war er als eigenständiger Kameramann aktiv. Bei mehreren Filmen arbeitete er mit dem Regisseur Akira Kurosawa zusammen.
Gemeinsam mit seinen Kollegen Asakazu Nakai und Takao Saitō war er für den Film Ran 1986 für den Oscar in der Rubrik Beste Kamera nominiert. Saitō  und er wurden zudem mit dem Boston Society of Film Critics Award für die beste Kamera ausgezeichnet.
Bei den Japanese Academy Awards erhielt er 1992, 1994 sowie 2001 jeweils die Auszeichnung für die Beste Kamera.
Masaharu Ueda starb 2025 im Alter von 87 Jahren in einem Krankenhaus in Yokohama an den Folgen eines Herzinfarkts.

## Filmografie (Auswahl)
- 1977: Der letzte Dinosaurier (The Last Dinosaur)
- 1980: Kagemusha – Der Schatten des Kriegers (Kagemusha)
- 1980: Das Schwert des Shogun (The Bushido Blade)
- 1985: Ran
- 1991: Rhapsodie im August (Hachigatsu no Rapusodī)
- 1993: Madadayo
- 2007: Kamikaze – Ich sterbe für euch alle (Ore wa, kimi no tame ni koso shini ni iku)